# 罗特梅尔·亚当
罗特梅尔·亚当（匈牙利語：Rothermel Ádám，1948年6月14日—），匈牙利男子足球运动员，司职守门员。他曾代表匈牙利参加1972年夏季奥林匹克运动会足球比赛，获得一枚银牌。